# 67 Geminorum
67 Geminorum är en orange stjärna i stjärnbilden Tvillingarna.
67 Geminorum har visuell magnitud +6,63 och kräver fältkikare för att kunna observeras. Den befinner sig på ett avstånd av ungefär 660 ljusår.